# Liste des municipalités de l'État du Mato Grosso
L'État du Mato Grosso, au Brésil compte 141 municipalités (municípios en portugais).

## Municipalités

### A/M
- Acorizal
- Água Boa
- Alta Floresta
- Alto Araguaia
- Alto Boa Vista
- Alto Garças
- Alto Paraguai
- Alto Taquari
- Apiacás
- Araguaiana
- Araguainha
- Araputanga
- Arenápolis
- Aripuanã

- Barão de Melgaço
- Barra do Bugres
- Barra do Garças
- Bom Jesus do Araguaia
- Brasnorte

- Cáceres
- Campinápolis
- Campo Novo do Parecis
- Campo Verde
- Campos de Júlio
- Canabrava do Norte
- Canarana
- Carlinda
- Castanheira
- Chapada dos Guimarães
- Cláudia
- Cocalinho
- Colíder
- Colniza
- Comodoro
- Confresa
- Conquista D'Oeste
- Cotriguaçu
- Cuiabá (capitale de l'État du Mato Grosso)
- Curvelândia

- Denise
- Diamantino
- Dom Aquino

- Feliz Natal
- Figueirópolis D'Oeste

- Gaúcha do Norte
- General Carneiro
- Glória D'Oeste
- Guarantã do Norte
- Guiratinga

- Indiavaí
- Ipiranga do Norte
- Itanhangá
- Itaúba
- Itiquira

- Jaciara
- Jangada
- Jauru
- Juara
- Juína
- Juruena
- Juscimeira

- Lambari D'Oeste
- Lucas do Rio Verde
- Luciára

- Marcelândia
- Matupá
- Mirassol d'Oeste

### N/V
- Nobres
- Nortelândia
- Nossa Senhora do Livramento
- Nova Bandeirantes
- Nova Guarita
- Nova Marilândia
- Nova Maringá
- Nova Monte Verde
- Nova Nazaré
- Nova Lacerda
- Nova Santa Helena
- Nova Brasilândia
- Nova Canaã do Norte
- Nova Mutum
- Nova Olímpia
- Nova Ubiratã
- Nova Xavantina
- Novo Mundo
- Novo Horizonte do Norte
- Novo Santo Antônio
- Novo São Joaquim

- Paranaíta
- Paranatinga
- Pedra Preta
- Peixoto de Azevedo
- Planalto da Serra
- Poconé
- Pontal do Araguaia
- Ponte Branca
- Pontes e Lacerda
- Porto Alegre do Norte
- Porto dos Gaúchos
- Porto Esperidião
- Porto Estrela
- Poxoréo
- Primavera do Leste

- Querência

- Reserva do Cabaçal
- Ribeirão Cascalheira
- Ribeirãozinho
- Rio Branco
- Rondolândia
- Rondonópolis
- Rosário Oeste

- Santa Carmem
- Santo Afonso
- São José do Povo
- São José do Rio Claro
- São José dos Quatro Marcos
- São José do Xingu
- São Pedro da Cipa
- Santa Cruz do Xingu
- Salto do Céu
- Santa Rita do Trivelato
- Santa Terezinha
- Santo Antônio do Leste
- Santo Antônio do Leverger
- São Félix do Araguaia
- Sapezal
- Serra Nova Dourada
- Sinop
- Sorriso

- Tabaporã
- Tangará da Serra
- Tapurah
- Terra Nova do Norte
- Tesouro
- Torixoréu

- União do Sul

- Vale de São Domingos
- Várzea Grande
- Vera
- Vila Bela da Santíssima Trindade
- Vila Rica

## Sources
- Infos supplémentaires (cartes simple et en PDF, et informations sur l'État).
- Infos sur les municipalités du Brésil
- Liste alphabétique des municipalités du Brésil